# Богомил (жрец)
Богоми́л (Богуми́л), прозванный за своё сладкоречие Соловьём (? — ум. ок. 991 г. н. э. Новгород) — легендарный религиозный деятель Киевской Руси. Известен из сомнительной Иоакимовской летописи, приведённой в «Истории Российской» Василия Татищева. Согласно сказанию о крещении Новгорода в составе Иоакимовской летописи, жрец, который вместе с тысяцким Угоняем возмущал своих сограждан-новгородцев против новой, христианской веры и был побеждён посадником Воробьём Стояновичем. Н. М. Карамзин считал приведённую Татищевым историю крещения Новгорода выдумкой. Однако археологические раскопки в Новгороде академика В. Л. Янина свидетельствуют в пользу версии Татищева.